# Europarlamentari della Repubblica Ceca della X legislatura
Gli europarlamentari della Repubblica Ceca della X legislatura, eletti in occasione delle elezioni europee del 2024, sono i seguenti.

## Composizione storica
| Europarlamentare            | Lista                                                                  | Gruppo | Gruppo                                           |
| --------------------------- | ---------------------------------------------------------------------- | ------ | ------------------------------------------------ |
| Jaroslav Bzoch              | ANO 2011                                                               |        | Patrioti per l'Europa                            |
| Klára Dostálová             | ANO 2011                                                               |        | Patrioti per l'Europa                            |
| Martin Hlaváček             | ANO 2011                                                               |        | Patrioti per l'Europa                            |
| Ondřej Knotek               | ANO 2011                                                               |        | Patrioti per l'Europa                            |
| Ondřej Kovařík              | ANO 2011                                                               |        | Patrioti per l'Europa                            |
| Jana Nagyová                | ANO 2011                                                               |        | Patrioti per l'Europa                            |
| Jaroslava Pokorná Jermanová | ANO 2011                                                               |        | Patrioti per l'Europa                            |
| Ondřej Krutilek             | Spolu (Partito Democratico Civico)                                     |        | Gruppo dei Conservatori e dei Riformisti Europei |
| Alexandr Vondra             | Spolu (Partito Democratico Civico)                                     |        | Gruppo dei Conservatori e dei Riformisti Europei |
| Veronika Vrecionová         | Spolu (Partito Democratico Civico)                                     |        | Gruppo dei Conservatori e dei Riformisti Europei |
| Ondřej Kolář                | Spolu (TOP 09)                                                         |        | Gruppo del Partito Popolare Europeo              |
| Luděk Niedermayer           | Spolu (TOP 09)                                                         |        | Gruppo del Partito Popolare Europeo              |
| Tomáš Zdechovský            | Spolu (Unione Cristiana e Democratica - Partito Popolare Cecoslovacco) |        | Gruppo del Partito Popolare Europeo              |
| Ondřej Dostál               | Stačilo! (Democratici Uniti - Associazione degli Indipendenti)         |        | Non iscritti                                     |
| Kateřina Konečná            | Stačilo! (Partito Comunista di Boemia e Moravia)                       |        | Non iscritti                                     |
| Jan Farský                  | Sindaci e Personalità per l’Europa                                     |        | Gruppo del Partito Popolare Europeo              |
| Danuše Nerudová             | Sindaci e Personalità per l’Europa                                     |        | Gruppo del Partito Popolare Europeo              |
| Markéta Gregorová           | Partito Pirata Ceco                                                    |        | I Verdi/Alleanza Libera Europea                  |
| Nikola Bartůšek             | Přísaha e Motoristi (Přísaha)                                          |        | Patrioti per l'Europa                            |
| Filip Turek                 | Přísaha e Motoristi (Motoristé sobě)                                   |        | Patrioti per l'Europa                            |
| Ivan David                  | Libertà e Democrazia Diretta                                           |        | Europa delle Nazioni Sovrane                     |

## Tabelle di sintesi

### Gruppi politici
| Gruppo parlamentare | Inizio |
| ------------------- | ------ |
| PfE                 | 9      |
| PPE                 | 5      |
| ECR                 | 3      |
| NI                  | 2      |
| ESN                 | 1      |
| Verdi/ALE           | 1      |
| GUE/NGL             | -      |
| S&D                 | -      |
| RE                  | -      |
| Totale              | 21     |

### Fonti
1. ↑   Whole country, elected, su tulospalvelu.vaalit.fi. URL consultato il 17 giugno 2024.